# Rostov-na-Donu
Rostov-na-Donu (ryska: Ростов-на-Дону), ibland Rostov vid Don på svenska, är en stad i sydvästra Ryssland nära gränsen till Ukraina med cirka 1,1 miljon invånare. Staden ligger vid floden Don, 45 kilometer från dennas utlopp i Taganrogviken i Azovska sjön. Den är huvudort i Rostov oblast. Nära Rostov-na-Donu ligger städerna Novotjerkassk (åt nordöst), Azov (åt sydväst, nedströms Don, nära utloppet) och Taganrog (västerut, vid Taganrogviken). 
Staden är ett av de största industriella, jordbruks-, vetenskapliga och kulturella centra i södra Ryssland. Rostov-na-Donu är ett viktigt transportnav och har en betydande hamn vid Don. Bland näringar märks kemisk, jordbruks-, textil- och livsmedelsindustri samt oljeraffinaderi. Staden har flera universitet, det äldsta grundat 1869.
Orten grundades 1749 som en tullstation. Den befästes snabbt och utvecklades till ett betydande fort, uppkallat efter Dmitrij Rostovskij år 1761. Den fick stadsrättigheter 1796.

## Stadsdistrikt
Rostov-na-Donu är indelat i åtta stadsdistrikt. 
| Stadsdistrikt     | Invånarantal 9 oktober 2002 | Invånarantal 14 oktober 2010 | Invånarantal 1 januari 2015 |
| ----------------- | --------------------------- | ---------------------------- | --------------------------- |
| Kirovskij         | 69 024                      | 65 987                       | 64 702                      |
| Leninskij         | 81 827                      | 78 446                       | 81 489                      |
| Oktiabrskij       | 153 652                     | 160 591                      | 167 358                     |
| Pervomajskij      | 166 639                     | 175 822                      | 183 736                     |
| Proletarskij      | 132 276                     | 122 174                      | 119 124                     |
| Sovetskij         | 166 194                     | 170 279                      | 179 287                     |
| Vorosjilovskij    | 203 356                     | 212 848                      | 216 269                     |
| Zjeleznodorozjnyj | 95 299                      | 103 114                      | 102 841                     |
| TOTALT            | 1 068 267                   | 1 089 261                    | 1 114 806                   |

## Södra militärdistriktet

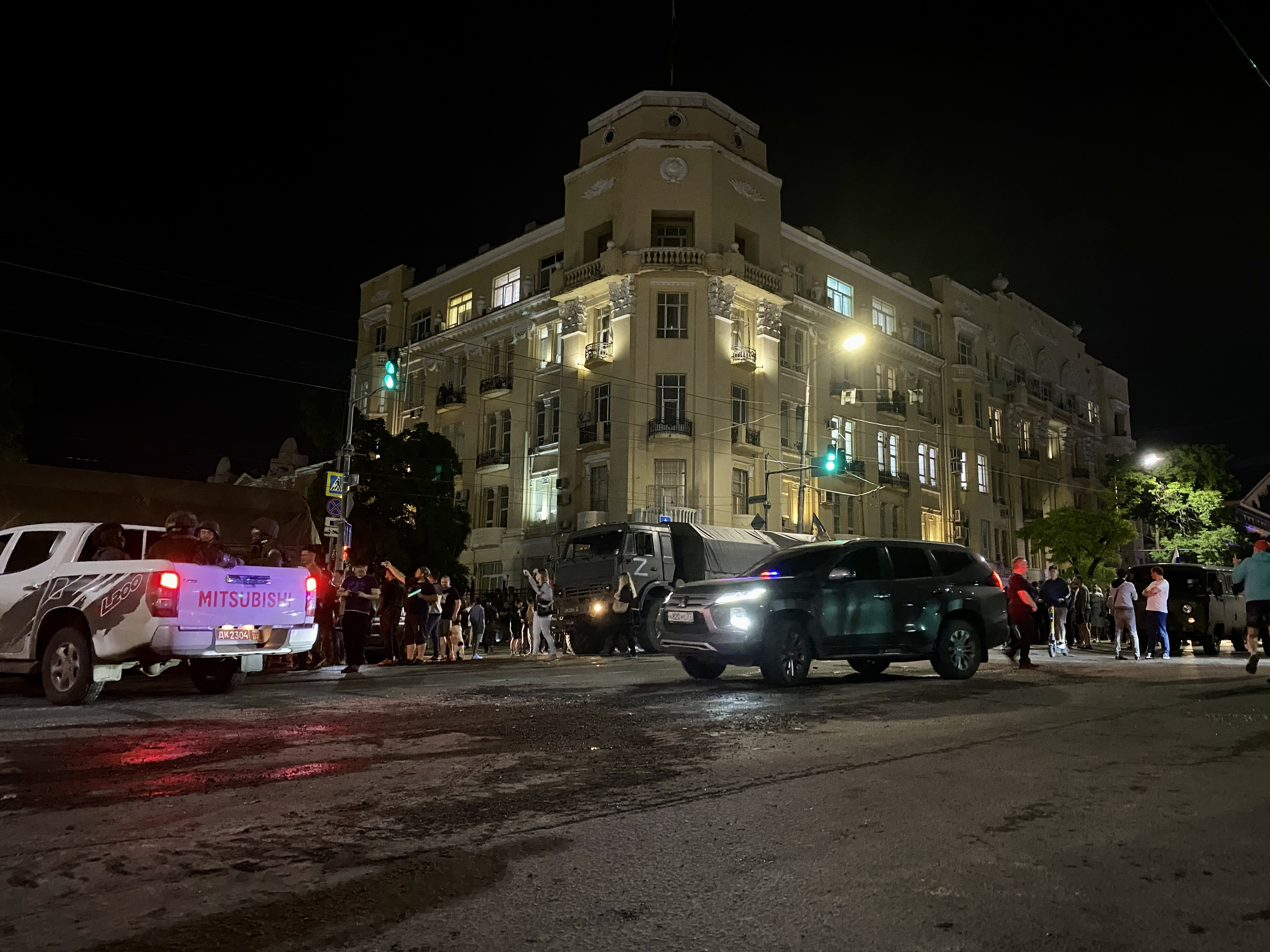
Södra militärdistriktets hökvarter i tidigare Palace Hotel under Wagnergruppens ockupation den 23 juni 2023

Södra militärdistriktet har sitt högkvarter i tidigare Palace Hotel i Rostov-na-Donus centrum. Under Wagnergruppens ockupation den 23 juni 2023 ockuperade soldater ur legosoldatarmén Wagnergruppenunder en en dag högkvarteret.

## Sport
Det lokala fotbollslaget FK Rostov kommer härifrån. Det spelar i den ryska högstaligan, Premjer-Liga. Laget är ofta i den högsta divisionen men har aldrig vunnit den.[källa behövs]
GK Rostov-Don är den lokala handbollsklubben. Deras damlag anses vara ett av världens bästa klubblag. Mellan 2020 och 2022 var svensken Per Johansson från Uddevalla tränare.[källa behövs]